# Ясевичене, Наталья Викторовна
Наталья Викторовна Ясивечене (урожденная Доровских) (7 мая 1990 года, Куйбышев) — российская профессиональная баскетболистка, выступающая за «Самару». Мастер спорта России.

## Карьера
Воспитанница самарского баскетбола. Первый тренер — Александр Черкашин. На взрослом уровне начала выступать за вторые команды «Чевакаты» и «Спарта энд К». В сезоне 2011/12 провела первый полноценный сезон в Премьер-лиге в составе ивановской «Энергии». Входила в различные рейтинги самых красивых баскетболисток России и мира.
Позднее провела несколько лет в элите за новосибирское «Динамо» и «Енисей». С 2020 года выступает за «Самару».
В 2013 году входила в студенческую сборную России и являлась кандидатом на поездку на Летнюю Универсиаду в Казань, однако в последний момент была исключена из заявки национальной команды.

## Семья
Замужем за литовским тренером по физической подготовке Марюсом Ясевичюсом (1983 г.). Они познакомились во время совместной работы в Иванове.